# Sanna Kurki-Suonio
Sanna Kurki-Suonio, född 1966, är en finsk sångare, kantelespelare och kompositör inom samtida folkmusik. Hon är också sångpedagog. I Sverige är Kurki-Suonio troligen mest känd för sin medverkan i gruppen Hedningarna, där hon var medlem mellan åren 1991 och 1999. Hon har också grundat bandet Loituma. 
Hon släppte sitt första soloalbum, Musta,  1998, och turnerade efter det i USA och Europa med violaspelaren Magnus Stinnerbom. 1999 komponerade hon Kalevalas 150-årsjubileumskonsert (i samarbete med den finska rockmusikern AW Yrjänä ). Sedan dess har hon bland annat släppt ytterligare två soloskivor.
Kurki-Suonio har avlagt doktorsexamen vid  Sibelius-akademin i Helsingfors, där hon senare har undervisat i sång. Hon har även undervisat vid Karelia University of Applied Sciences i Joensuu. 

## Diskografi

### Med Hedningarna
- Kaksi (1992)
- Trä (1994)
- Karelia Visa (1999)

### Med Tellu Turkka
- Suden Aika (1997)

### Med Riitta Huttunen
- Kainuu (2004)

### Solo
- Musta (1998)
- Huria (2007)
- Sanna Kurki-Suonion Kuolematon Erikoissysteemi (2015)